# Carneades vigneaulti
Carneades vigneaulti – gatunek chrząszcza z rodziny kózkowatych i podrodziny zgrzypikowych.
Gatunek ten został opisany w 2014 roku przez Marię Helenę Galileo i współpracowników, którzy jako miejsce typowe wskazali Caranavi.
Kózka o ciele długości 13,3 mm, ubarwionym brązowo z ciemniejszym odwłokiem i częściami czarnymi, w tym: wierzchołkiem żuwaczek, wierzchołkami członów czułków od trzeciego do piątego, wierzchołkami ud, końcówkami goleni i członami stóp od trzeciego do piątego.Owłosienie czoła głównie brązowawe, a mikrorzeźbienie gęste. Na przedpleczu rząd grubych punktów u nasady i dwie duże, podłużne przepaski żółtego owłosienia, przy pozostałych włoskach brązowawych. Pokrywy grubo punktowane, owłosione głównie brązowo z żółtymi znakami. Owłosienie przedpiersia wraz z wyrostkiem żółtawe, śródpiersia wraz z wyrostkiem żółtobiałe, a mesepisternum z włoskami żółtawymi, białawymi i brązowawymi. Odwłok głównie brązowawo owłosiony, ale po bokach urosternitów od pierwszego do czwartego przepaski białożółtawych włosków.
Chrząszcz znany wyłącznie z Boliwii.